# Metahumor
Metahumor is een term die gebruikt wordt om humor over humor aan te duiden; het spotten met andere vormen van humor. Een voorbeeld hiervan is: 
"Er zitten een Nederlander, een Duitser en een Belg in een kroeg. Zegt de barman: "Is dit een grap of zo?"". De term meta is afkomstig uit het Oudgrieks, en kan worden vertaald met "over". In dit geval gaat het dus om de humor over humor.